# All Mixed Up (album La Bouche)
All Mixed Up – remix album niemieckiego zespołu muzycznego La Bouche. Płyta została wydana 16 grudnia 1996 roku i zawiera dziesięć utworów.

## Lista utworów
| Nr  | Tytuł                                                               | Długość |
| --- | ------------------------------------------------------------------- | ------- |
| 1.  | Be My Lover (Club Mix)                                              | 6:27    |
| 2.  | Fallin In Love (Soul Solution Vocal Dub)                            | 7:55    |
| 3.  | Sweet Dreams (Spike Mix)                                            | 8:29    |
| 4.  | Forget Me Nots (Club Mix)                                           | 5:17    |
| 5.  | Be My Lover (Spike Mix)                                             | 8:53    |
| 6.  | Fallin' In Love (Full Harmony Club Mix)                             | 4:57    |
| 7.  | I Love to Love (Club Mix)                                           | 6:02    |
| 8.  | Le Click: Tonight Is the Night (Dance Mix)                          | 6:29    |
| 9.  | Sweet Dreams (Stylin' Free Mix)                                     | 7:38    |
| 10. | Megamix (Sweet Dreams, Fallin In Love, Be My Lover, I Love To Love) | 3:43    |